# Danzón n.º 2
El Danzón n.º 2 es una obra musical para orquesta sinfónica compuesta por el músico mexicano Arturo Márquez, estrenada el 5 de marzo de 1994. Influenciada por el danzón, los ritmos populares y la música mexicana de concierto, es la más destacada de la serie de nueve piezas tituladas así, y se convirtió en una pieza recurrente en la interpretación de orquestas sinfónicas de México y el mundo. El gobierno mexicano en su vigésimo aniversario reconoció a Danzón n.º 2 como «la segunda obra de música mexicana de concierto más famosa, sólo por detrás del Huapango de José Pablo Moncayo». Críticos como Aurelio Tello lo califican como «uno de los rostros más profundamente genuinos de la actual música mexicana. Laura aprende a tocar Danzon».

## Historia
La obra fue compuesta por encargo de la Dirección de Actividades Musicales de la Universidad Nacional Autónoma de México, y estrenada el 5 de marzo de 1994 en la Sala Nezahualcóyotl del Centro Cultural Universitario por la Orquesta Filarmónica de la UNAM (OFUNAM) bajo la dirección de Francisco Savin. Arturo Márquez la concibió "durante un viaje a Malinalco con el pintor Andrés Fonseca y la bailarina Irene Martínez", ambos amantes de los bailes de salón mexicanos y del danzón mismo, quienes para colaborar en la inspiración de la pieza, realizaron con el autor viajes al puerto de Veracruz, en donde el baile de danzón es muy tradicional, y a sitios como el Salón Colonia en la colonia Obrera, de la Ciudad de México. Márquez abundó en la escucha de ese ritmo, muy popular en México en la década de 1950 con grabaciones como las de Acerina y su danzonera. Su intención fue captar la conjunción tanto del ritmo musical como la del baile que lo acompaña:

Trata de acercarse lo más posible a la danza, a sus melodías nostálgicas, a sus ritmos montunos, y aun cuando profana su intimidad, su forma y su lenguaje armónico, es una manera personal de expresar mi respeto y emotividad hacia la verdadera música popular.
Arturo Márquez

La composición significó un parteaguas en la carrera del compositor. Se realizó en un contexto general de renovación en su propio lenguaje así como deseos de esperanza y cambio, vividos en México tras el Levantamiento zapatista, en medio del cual el compositor realizaba la obra.

Fue un gran encuentro de las cosas que me pasaban en el momento en que la escribí y lo que ocurría a mi alrededor. Es un resumen; tiene que ver con muchas cosas en las que afortunadamente todavía creo, como la justicia. En mi carrera como compositor es un parteaguas. Encontré muchas cosas con esta obra. Es una manera bastante expresiva de hacer música, de expresarse por medio del arte. Básicamente es eso.
Arturo Márquez

El Danzón n.º 2 está dedicado a Lily Márquez, hija del compositor. Según el autor, ya había esbozado algunas ideas expresadas en esta pieza en su composición previa Paisajes bajo el signo de Cosmos de 1993.

## Estructura musical
Márquez tuvo en la composición de sus Danzones un cambio creativo, al intentar una renovación de su propio lenguaje procedente de música más avant-garde hacia un diálogo con ritmos populares desde la música de concierto. En ellos la forma popular no determinó la estructura final de una pieza sinfónica en forma incluso cuando su autor insertó partes sincopadas, y algunos instrumentos clásicos del género dentro de su composición sinfónica, como las claves y el uso peculiar del timbal como las danzoneras. Como lo afirmó el músico dominicano Antonio Gómez-Sotolongo, «Danzón es una obra sinfónica, no el arreglo sinfónico de un danzón».

### Esquema musical
| Estructura              | A                                     | B                                                                  | C                                                            | D                                                                  | E                                                                        | F                      | G                                                        |
| ----------------------- | ------------------------------------- | ------------------------------------------------------------------ | ------------------------------------------------------------ | ------------------------------------------------------------------ | ------------------------------------------------------------------------ | ---------------------- | -------------------------------------------------------- |
| Compases                | 1-33                                  | 34-52                                                              | 52-74                                                        | 74-93                                                              | 94-111                                                                   | 112-121                | 121-164                                                  |
| Tonalidad               | La menor                              | Re menor                                                           | Fa ♯ menor                                                   | Mi menor                                                           | La menor                                                                 | La menor               | La menor                                                 |
| Recursos instrumentales | Flauta 1 Cuerdas Guitarra 1 y 2 Piano | Flauta 1 y 2 Güiro Xilófono y marimba Guitarra 1 y 2 Cuerdas Piano | Flauta 1 y 2 Xilófonos Guitarra 1 y 2 Cuerdas Piano Timbales | Flauta 1 y 2 Xilófono y marimba Guitarra 1 y 2 Cuerdas Piano Güiro | Flauta 1 y 2 Xilófono y marimba Guitarra 1 y 2 Cuerdas Piano Percusiones | Flauta 1 Cuerdas Piano | Flauta 1 y 2 Xilófono y marimba Guitarras Piano Timbales |
| Textura                 | Homofonía                             | Heterofonía                                                        | Homofonía                                                    | Homofonía                                                          | Polifonía vertical                                                       | Homofonía              | Contrapunto                                              |

| Estructura              | Puente       | A1                     | B1                                                        | H                                                | C1                                                                       | C11                                                               | D1                                                                   |
| ----------------------- | ------------ | ---------------------- | --------------------------------------------------------- | ------------------------------------------------ | ------------------------------------------------------------------------ | ----------------------------------------------------------------- | -------------------------------------------------------------------- |
| Compases                | 164-167      | 168-183                | 184-198                                                   | 198-219                                          | 220-256                                                                  | 256-280                                                           | 280-299                                                              |
| Tonalidad               | Sol menor    | Mi menor               | Mi menor                                                  | Mi menor                                         | Re menor                                                                 | Re menor                                                          | Re menor                                                             |
| Recursos instrumentales | Claves Piano | Flauta 2 Cuerdas Piano | Flauta 1 y 2 Xilófonos Guitarra 1 y 2 Cuerdas Piano Güiro | Flauta 1 y 2 Guitarra 1 y 2 Cuerdas Piano Claves | Flauta 1 y 2 Xilófono y marimba Guitarra 1 y 2 Cuerdas Piano Percusiones | Flautas 1 y 2 Cuerdas Piano Guitarras Xilófono y marimba Timbales | Flautas 1 y 2 Guitarras 1 y 2 Piano Cuerdas Xilófono y marimba Güiro |
| Textura                 | Homofonía    | Homofonía              | Homofonía                                                 | Contrapunto                                      | Homofonía                                                                | Homofonía                                                         | Homofonía                                                            |

| Estructura              | E                                                                         | F                           | E1                                                                  | FINAL                                                              |
| ----------------------- | ------------------------------------------------------------------------- | --------------------------- | ------------------------------------------------------------------- | ------------------------------------------------------------------ |
| Compases                | 300-318                                                                   | 318-328                     | 329-345                                                             | 345-361                                                            |
| Tonalidad               | La menor                                                                  | La menor                    | Re menor                                                            | Re menor                                                           |
| Recursos instrumentales | Flautas 1 y 2 Xilófono y marimba Guitarra 1 y 2 Cuerdas Piano Percusiones | Flautas 1 y 2 Cuerdas Piano | Flautas 1 y 2 Xilófono y marimba Guitarra 1 y 2 Cuerdas Piano Güiro | Xilófono y marimba Cuerdas Flauta 1 y 2 Guitarra 1 y 2 Piano Güiro |
| Textura                 | Polifonía vertical                                                        | Heterofonía                 |                                                                     |                                                                    |

Fuente:

## Recepción
El Danzón n.º 2 supuso, según su autor, un parteaguas, es decir, un antes y un después en su carrera. Las críticas a la obra hablan de una obra que logró incorporar exitosamente musicales populares a los académicos, en este caso los mexicanos, lo cual influiría a realizar ejemplos similares en la obra de otros compositores de México y otros países. Tal práctica llevaría a una asimilación actual de la obra de Márquez como un ejemplo de influencia de la identidad y el nacionalismo en una obra musical contemporánea, un ánimo semejante al que determinó la creación del nacionalismo musical mexicano de la primera mitad del siglo XX con autores como Carlos Chávez, Blas Galindo, Silvestre Revueltas y José Pablo Moncayo. Incluso el Danzón n.º 2 es asociado frecuentemente con el Huapango de Moncayo. Como comentó sobre los Danzones de Márquez el crítico Aurelio Tello, «nadie hubiera pensado que cuando en 1992 nació el Danzón n.º 1 para cinta magnetofónica, la música mexicana se enrumbaría con flagrante determinación por senderos que se creían ya dejados de lado». Tal identidad nacionalista, como indica Bielette, puede ser una de las razones por las cuales el Danzón se ha posicionado con tal éxito en el repertorio internacional, al erigirse como un símbolo de identidad de lo nuevo mexicano, con su compositor como representante de la música contemporánea producida en el país.
Debido a su carácter rítmico y su asociación con el danzón, las audiencias asociaron paulatinamente la pieza a un ánimo festivo, aunque no fue el propósito inicial de Márquez. Es por ello que en las interpretaciones más difundidas se hacen con el tempo más acelerado que en su estreno y grabación original.

## Grabaciones
El Danzón n.º 2 ha sido grabado por las siguientes orquestas y artistas:
- Orquesta Filarmónica de la UNAM, en su estreno (1994). Grabada en el disco Música Sinfónica Mexicana (1995, Urtext) bajo la dirección de Ronald Zollman.
- Orquesta Sinfónica Simón Bolívar, dirigida por Keri Lynn Wilson, 1998. Dorian Records. U.S.A. Grabado en el Aula Magna de la Universidad Central de Venezuela, Caracas, Venezuela.
- Orquesta Sinfónica de Singapur. Grabada en el disco Stucky: Dreamwaltzes / Chen: Duo Ye / Kilar: Krzesany (2004)
- Orquesta Sinfónica Simón Bolívar, dirigida por Gustavo Dudamel (2008). Grabada en los discs Fiesta (2004, Deutsche Grammophon), Discoveries (2012, Deutsche Grammophon). Incluida en el compilatorio 111 years of Deutsche Grammophon - The Collector Edition's 2 (2010).
- Orquesta Mexicana de las Artes. Grabada en el disco El danzón según Márquez (2006, Mozaic Editions)
- Philarmonic Orchestra of the Americas, dirigida por Alondra de la Parra (2010). Grabada en el disco Mi alma mexicana (2010)
- Sinfónica de Alientos de la Policía Federal dirigida por Luis Manuel Sánchez. Grabada en el disco “Tradiciones Mexicanas” (2010)
- Cuarteto de Guitarras de la Ciudad de México. Grabada en el disco Sones y danzones de buena madera (2014).
- North Texas Wind Symphony. Grabada en el disco Offerings (2014)
- Simon Ghraichy, transcripción para piano solo. Grabada en el disco Heritages (2017, Deutsche Grammophon)